# پیپت مالیندی
پیپت مالیندی (نام علمی: Anthus melindae) نام یک گونه از سرده پیپت است.